# آل الشيخ مبارك
آل الشيخ مبارك عائلة سعودية بارزة منتشرة في الأحساء بالمنطقة الشرقية. وهي عائلة عربية مسلمة قد برزت أفرادها في العديد من العلوم الإسلامية والأدب العربي والأنشطة ذات الصلة. أصل اسمها مشتق عن اسم ولقب جدهم من الأب مبارك بن علي الأحسائي فقيه مالكي وقاضي (ح. 1737 - ح. 1815 م) (1150 - 1230 هـ) الذي لقّب بـالشيخ.

تعود أصولها إلى النجد، وقِبليًا إلى بني تميم، فأنتقل قسم منهم يقال لهم آل مزروع حوالي القرن الثامن الهجري إلى روضة سدير والقارة وغيرها. وقد بدأ شهرة العائلة مع التوفَّق العلمي جدهم الأعلى مبارك بن علي في الفقه والقضاء في عقد 1190 هـ/ 1770 م. وكانت أسرته تعرف بـآل حمد النجدي، ولكن بعد أن برز الشيخ مبارك وصار عالمًا وعلمًا، اشتهروا بـآل شيخ مبارك. وأولاده قصروا نسبتهم إليه لأنه علم بذاته فاشتهروا بـآل مبارك أولًا ثم آل الشيخ وأخيرًا آل الشيخ مبارك للتمييز عن آل الشيخ النجدية وآل مبارك الصباح الكويتية.
.

إبراهيم بن يوسف آل الشيخ مبارك هو عميد الأسرة حاليا من بعد وفاة عبد الله بن إبراهيم آل الشيخ مبارك في 4 مايو 2014. تقع مجلس اسرة بحي البصيرة في الهفوف.

## أصول وتسمية

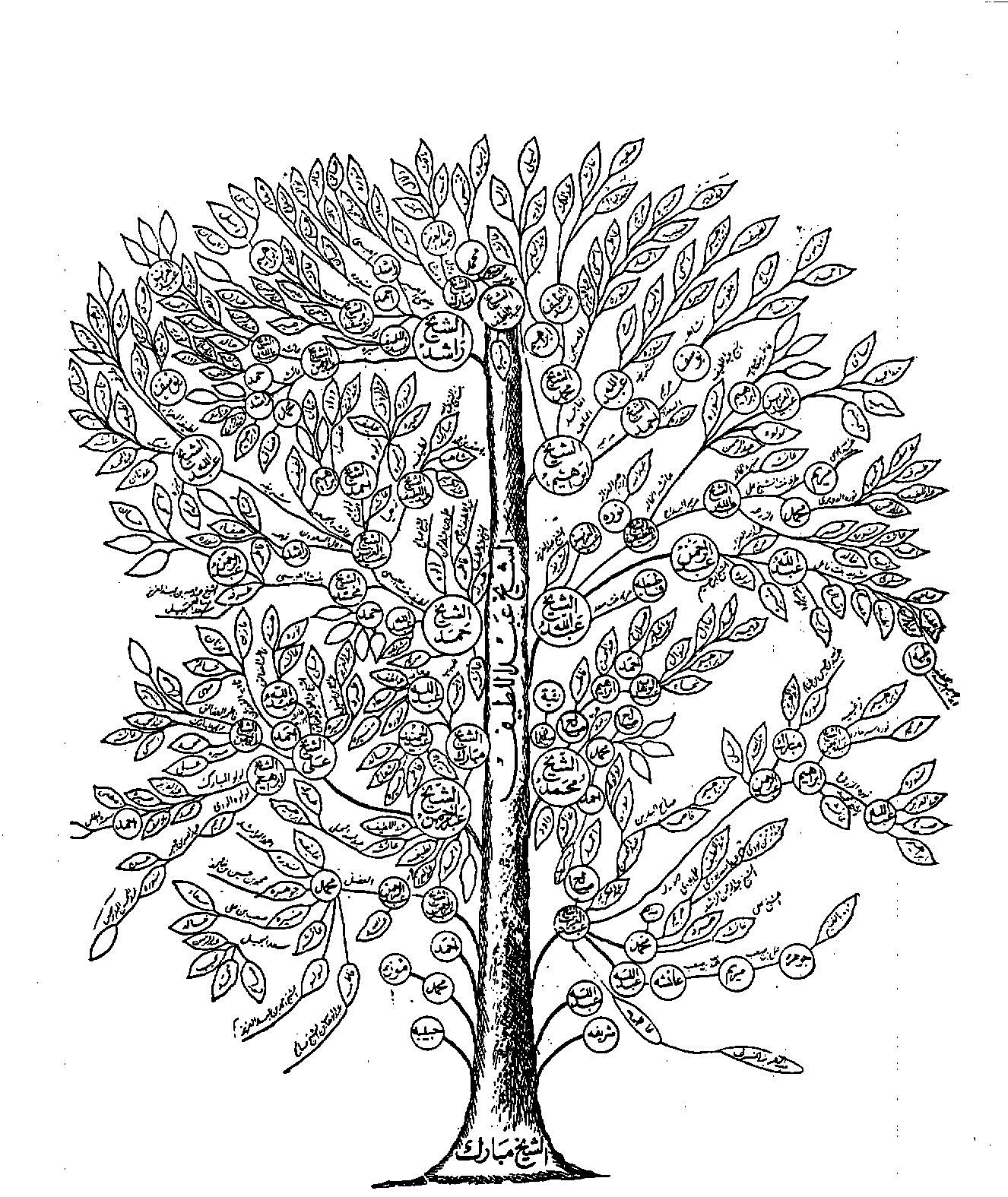
شجرة أسرة آل الشيخ مبارك تم رسمها من قبل أحد أفراد الأسرة في 10 مايو 1967.

ينسب مبارك بن علي الأحسائي إلى عمرو بن تميم ثم من بني جندب بن العنبر، ممن كان يسكن بلدة القفار في إقليم الجبل في حائل، فانتهل قسم منهم يقال هم آل مزروع حوالي القرن الثامن الهجري إلى روضة سدير والقارة وغيرها في الأحساء. منهم قاسم بن حمد النجدي جد مبارك، وبعض أفراد قبيلته.

وعندما قدم قاسم وعائلته الأحساء، سكنوا محلة السياسب بالمبرز، وعرفوا بآل حمد النجدي، ومحلتهم معروفة بهذا الأسم، وبها بئر ينسب لهم كذلك. ولم يبق أحد من سلالة آل حمد النجدي، إلا أسرة آل الشيخ مبارك. توفي قاسم في 1161 هـ.

كانت أسرة مبارك بن علي تعرف بآل حمد النجدي ولكن بعد أن برز هو، ولما جاء أولاده أختلف كتابتهم في الوثائق فكانوا يكتبون تارة ابن مبارك أو ابن مبارك بن حمد في أختامهم، وتارة يكتبون بن الشيخ مبارك، أما أحفاده فإنهم قصروا نسبتهم إلى الشيخ مبارك لأنه علم بذاته، وقد اختلف كتابتهم على ثلاقة أضرب بعد اسمهم الثنائي: بن مبارك، آل مبارك، آل الشيخ مبارك، واشتهروا بهذا الأخير عمومًا في الأحساء والخليج، وقد يغفل كثير اسم مبارك قائلين آل الشيخ.

.في أول تسجيل النفوس الرسمية في 1926، سجلت اسمهم «آل الشيخ» وغلب هذا الاسم. وبعد أن كثر التسمي بآل مبارك في شرقي الجزيرة العربية في القرن الرابع عشر الهجري، طلب عميد الأسرة يوسف بن راشد العودة إلى اسم «آل الشيخ مبارك» منعًا للالتباس، فوافقت وكالة وزارة الداخلية للأحوال المدنية على ذلك، وغيّر أكثر أفرادها آل مبارك إلى «آل الشيخ مبارك».

## أفراد الأسرة البارزون
يشمل أفراد البارزون من آل الشيخ مبارك:
- عبد اللطيف بن مبارك: (ح. 1788 - 1868) فقيه وقاضي مالكي.
- عبد الرحمن بن عبد اللطيف: (1837 - 1892) سياسي وقاضي مالكي.
- إبراهيم بن عبد اللطيف: (1849 - 1932) فقيه مالكي ومدرس ديني.[5]
- راشد بن عبد اللطيف: (1857 - 1 مايو 1922) فقيه مالكي ومدرّس ديني وهو مؤسس حي الصالحية في الهفوف.
- عبد العزيز بن حمد: (1862 - 7 يناير 1941) فقيه مالكي وشاعر.[6]
- عبد اللطيف بن إبراهيم: (1871 - 1923) فقيه مالكي ومدرس ديني وشاعر.
- عبد العزيز بن عبد اللطيف: (1892 - 1924) شاعر.
- الشيخ محمد بن ابراهيم : (1901- 1984) عالم وفقيه مالكي ومدرس ديني
- يوسف بن راشد: (24 ديسمبر 1900 - 30 يوليو 1995) فقيه مالكي ومؤرخ.[7]
- أحمد بن عبد العزيز: (1908 - 13 أكتوبر 1988) قاضي وفقيه مالكي.
- عبد الرحمن بن علي: (1909 - 24 يناير 2001) فقيه وقاضي مالكي وشاعر.
- أحمد بن راشد: (ح. 1914 - 25 مايو 1995) شاعر وصحفي.[8]
- عبد الله بن علي: (1921 - 4 أغسطس 2014) مؤرخ أدبي وأكاديمي.[9]
- أحمد بن علي: (1922 - 24 أبريل 2010) كاتب وشاعر وديبلوماسي.
- راشد بن عبد العزيز: (1935 - 18 فبراير 2015) أستاذ جامعي وشاعر وكاتب.
- قيس بن محمد: (17 أبريل 1960) فقيه مالكي وأكاديمي.
- فهد بن عبد الله: (1955) اقتصادي وإداري.